# The Advocate
The Advocate är en amerikansk tidskrift med HBTQ-tema som ges ut varannan månad. Tidskriften, som bevakar både politik och kultur, grundades 1967 och är den äldsta HBTQ-tidskriften som fortfarande ges ut i USA. Tidskriften var ursprungligen ett lokalt nyhetsbrev i Los Angeles som gavs ut av aktivistgruppen Personal Rights in Defense and Education (PRIDE). Nyhetsbrevet var en reaktion på en polisraid mot gaybaren Black Cat Tavern 1967 och efterföljande polisbrutalitet.
Chefredaktörer är Tracy E. Gilchrist och David Artavia.